# Derwent William Kermode
Sir Derwent William Kermode KCMG (* 19. Juni 1898; † 1960) war ein britischer Diplomat.
Am 15. Juni 1938 wurde Kermode Konsul in Kōbe geboren. 1950 war er Generalkonsul in Seoul, von 1950 bis 1952 Botschafter in Jakarta, von 1953 bis 1955 Botschafter in Prag.